# اینگه هیرمنس
اینگه هیرمنس (انگلیسی: Inge Heiremans؛ زادهٔ ۹ ژوئن ۱۹۸۱) بازیکن فوتبال اهل بلژیک است.
از باشگاه‌هایی که در آن بازی کرده‌است می‌توان به باشگاه فوتبال زنان وولفسبورگ و باشگاه فوتبال فیملیکافلاخ هافنارفیوردور اشاره کرد.
وی همچنین در تیم‌های ملی فوتبال Belgium women's national under-19 football team و زنان بلژیک بازی کرده‌است.